# Charlie Methven
Charlie Methven är en PR-konsult, journalist och förläggare, som också har varit en ledare för fotbollsklubbar, senast för Sunderland AFC, där han är delägare.

## Tidigt liv och utbildning
Methven är uppvuxen till stor del på landsbygden Oxfordshire och fick sin utbildning på Eton College. Han fortsatte att läsa teologi på Exeter College, Oxford.

## Karriär

### Journalistik
1997 började han sin karriär som journalist för hästsporttidningen Sporting Life och gick senare över till The Daily Telegraph, där han fortsatte med att redigera Peterborough-dagbokskolumnen innan han fick sin egen kolumn 2003. Han skrev också ledare för The Telegraph och The Spectator under denna tid. År 2002 valdes han till Telegraph-gruppens 'kapellens far' (termen som används för att beteckna en Shop Steward från National Union of Journalists). Under en efterföljande konflikt med ledningen fortsatte Telegraphs NUJ-kapell, lett av Methven, den första nationella tidningens strejkesröstning på över ett decennium. Tvisten avgjordes därefter, men Methven lämnade The Telegraph och blev skribent för London Evening Standard 2004.

### Utgivare
I ett konsortium som inkluderade den tidigare Daily Telegraph-direktören Jeremy Deedes, grundade Methven 2005 en daglig häst- och speltidning med titeln The Sportsman. Det var Storbritanniens första nya nationellt distribuerade tidning sedan The Independent 1986. Trots att tidningen gavs ut i över 20 000 exemplar per dag, tog pengarna slut i slutet av 2006 och tidningen lades ner.

### Public relations
2011 grundade han kommunikationskonsultföretaget Dragon Associates som har varit rådgivare åt klienter som kungariket Bahrain, 5 Hertford Street, Tottenham Hotspur och Marex Spectron. Under 2017 rankade Spears Wealth Management Survey honom bland de 10 bästa PR-konsulterna i London i sin årliga rankinglista.

## Fotbollsklubbar

### Oxford United FC
Methven, som var supporter till Oxford United FC, blev en grundande ledamot av Oxfords supporterklubb OxVox. 2011 blev han förvaltare för OUFC:s Youth and Community Trust, grundade supportergruppen Yellow Army och gav också marknadsförings- och PR-råd till klubbens dåvarande ägare Ian Lenagan, tills Lenagan sålde Oxford 2014. Methven gjorde ett försök att köpa klubben med affärspartnern Stewart Donald, men blev överbjuden.

### Sunderland AFC
I maj 2018 försökte Methven, Juan Sartori och Stewart Donald köpa Sunderland AFC av den amerikanska miljardären Ellis Short. Methven köpte 6 procent av klubben och utsågs till dess verkställande direktör. Övertagandet presenterades i avsnitt 8 av Netflix-dokumentären Sunderland 'Til I Die : A Fresh Start. Innan gruppens förvärv av SAFC hade laget blivit nedflyttat två gånger i följd, hade en skuld på £160  miljoner förlorade över 20 £  miljoner per år. Klubben hade förväntats av många branschexperter att vara på gränsen till administrationen. Genom en hård omstrukturering lyckades gruppen vända Sunderlands affärsmöjligheter.
Methvens tid som verkställande direktör för Sunderland präglades av toppar och dalar. En av topparna var att göra Stadium of Light som en 'Ibiza Rave' före kickoff. Charlie insisterade på att ändra walk out-musiken för att skapa denna atmosfär.
Under hans marknadsföringsrådgivning uppnådde klubben det högsta säsongsgenomsnittet någonsin för den 3:e nivån i engelsk fotboll (31 500), det högsta deltagandet för en match i League 1 (46 039 mot Bradford City på Boxing Day 2018) och de högsta intäkterna i League 1-historien. SAFC fick också marknadsföringspris för säsongen 2018/2019 för klubbens initiativ "Big Seat Change" och nominerades av fotbollssupporterförbundet för deras pris för bästa fansengagemang. Men han stötte också på problem med fangrupper vid ett flertal tillfällen. I en BBC Radio Newcastle-intervju i september 2018 beskrev han Sunderland-fans som "parasiter" eftersom de valde att titta på olagliga livesändningar i pubar som gränsar till stadion, istället för att betala för att titta på matcher. Det beskrev han senare som ett dåligt ordval. Över ett år senare utsattes han för en läcka vid ett privat möte med supportergruppens ledare. Han förklarade för The Times, som publicerade läckan, att han hade "känt sig uppretad" av den negativa reaktionen på något som han betraktade som goda nyheter och hade reagerat obalanserat.
Efter det läckta berättelsen om det privata mötet av The Times, sade Methven att han redan hade meddelat sin avgång från Sunderlands styrelse. Han förklarade i ett uttalande att hans fru befann sig slutet av graviditeten och att hans konsultkunder förväntade sig att han skulle vara i London oftare. Han fortsatte som aktieägare i klubben och som styrelseledamot i dess holdingbolag, Madrox PLC.